# Macromia dione
Macromia dione is een libellensoort uit de familie van de prachtlibellen (Macromiidae), onderorde echte libellen (Anisoptera).
De wetenschappelijke naam van de soort is voor het eerst geldig gepubliceerd in 1971 door Lieftinck.